# Großsteingrab Spangegård 2
Das Großsteingrab  Spangegård 2 war eine megalithische Grabanlage der jungsteinzeitlichen Nordgruppe der Trichterbecherkultur im Kirchspiel Oppe Sundby in der dänischen Kommune Frederikssund. Es wurde 1942 zerstört.

## Lage
Das Grab lag östlich von Frederikssund auf einem Feld östlich des Frederikssundsvej und nördlich des Hofs Spangegård. Nur wenige Meter nördlich befand sich das Großsteingrab Spangegård 1. In der näheren Umgebung gibt bzw. gab es zahlreiche weitere megalithische Grabanlagen.

## Forschungsgeschichte
Im Jahr 1890 führten Mitarbeiter des Dänischen Nationalmuseums eine Dokumentation der Fundstelle durch. Bei einer weiteren Dokumentation im Jahr 1942 waren keine baulichen Überreste mehr auszumachen. 1976 wurde mitgeteilt, dass die Reste des Grabes 1942 abgetragen worden waren.

## Beschreibung
Die Anlage besaß eine in zwei Phasen errichtete Hügelschüttung. In der ersten Phase war der Hügel rund und hatte einen Durchmesser zwischen 8 m und 9 m. Er wurde später zu einem ostsüdost-westnordwestlich orientierten Rechteck mit einer Länge von 16 m und einer Breite von 5 m umgearbeitet. Von der Umfassung waren 1890 noch 19 Steine erhalten: im Süden sechs stehende und ein umgekippter, im Norden sechs stehende und zwei umgekippte und im Osten ein stehender und drei umgekippte.
Der Hügel enthielt zwei Grabkammern. Die erste lag 5 m vom westnordwestlichen Ende entfernt und gehörte wahrscheinlich zur ersten Bauphase. Von ihr war 1890 nur ein einzelner Stein, wahrscheinlich ein Deckstein, zu sehen. Orientierung, Maße und Typ dieser Kammer sind unbekannt. 
Die zweite Kammer befand sich 4 m vom Ostsüdostende des Hügel und ist wahrscheinlich als Urdolmen anzusprechen. Sie war ostsüdost-westnordwestlich orientiert und hatte einen leicht trapezförmigen Grundriss. Sie hatte eine Länge von 1,5 m, eine Breite von 0,7 m im Osten bzw. 0,9 m im Westen und eine Höhe von 1 m. Die Kammer bestand 1890 noch aus je einem Wandstein an den Langseiten und einem Abschlussstein an der westnordwestlichen Schmalseite. Die Ostsüdostseite war offen. Bei einem größeren Stein an der Südostecke der Kammer könnte es sich um einen verlagerten Deckstein gehandelt haben.